# 리틀 이태리 (영화)
《리틀 이태리》(영어: Little Italy)는 캐나다와 미국에서 제작된 도널드 피트리 감독의 2018년 로맨틱 코미디 영화이다. 에마 로버츠, 헤이든 크리스턴슨 등이 출연하였고, 아제이 버마니 등이 제작에 참여하였다.

## 줄거리
소꿉친구 니키와 리오의 가족들은 토론토의 리틀 이탤리에서 함께 피자집을 운영해왔다. 그러나 1999년 피자 경연 대회에 한 팀으로 출전해 우승한 직후 니키의 아버지 샐과 리오의 아버지 빈스는 대회장에서 크게 싸우면서 사이가 틀어지고, 샐과 빈스는 서로 바로 옆에 각자 피자 가게를 낸다.
이후 빈스와 샐은 갖은 방식으로 상대를 괴롭힌다. 샐은 빈스의 인도인 직원 조기가 추방되게 하려고 애쓰는가 하면, 빈스는 샐이 탈세 조사를 받게 한다.
성인이 된 니키는 런던에서 요리 수련을 받고, 리오는 아버지 빈스의 식당과 친구의 바에서 일한다. 니키는 유명 셰프 코린이 새로 내는 식당 책임자 최종 후보 두 명 중 하나로 뽑히고, 경쟁 주제인 신 메뉴 개발에 2주의 시간을 얻어 토론토 집으로 돌아온다. 리오와 재회한 니키는 점점 리오와 가까워진다. 빈스와 샐은 여전히 앙숙이며, 샐의 식당 직원이 오레가노를 대마로 바꿔치기해 빈스와 조기가 체포됐다가 풀려나기도 한다.
한편 리오의 할아버지 칼로와 니키의 할머니 프랭카는 그간 가족들 몰래 연애를 해왔다. 칼로는 프랭카에게 청혼을 하고 이를 두 가족 앞에서 공표한다. 분노한 샐과 밴스는 두 사람이 싸움으로 참가 금지를 당한 피자 대회에 니키와 리오를 대신 내보내고 지는 쪽의 일가는 리틀 이탤리를 뜨는 내기를 새로 거는데...

## 출연
- 에마 로버츠 - 니컬레타 "니키" 앤지올리 역
- 헤이든 크리스턴슨 - 리어나드 "리오" 캠폴리 역
- 얼리사 밀라노 - 도라 앤지올리 역
- 애덤 퍼라라 - 샐버토어 "샐" 앤지올리 역
- 게리 바사라바 - 빈첸조 "빈스" 캠폴리 역
- 린다 캐시 - 어밀리아 캠폴리 역
- 크리스티나 로사토 - 지나 역
- 대니 아이엘로 - 칼로 역
- 앤드리아 마틴 - 프랭카 역
- 제인 시모어 - 코린 역
- 배스 서랭가 - 조기 역

## 기타 제작진
- 라인 제작: 로널드 길버트
- 배역: 존 버컨, 제이슨 나이트
- 미술: 댄 야히
- 세트: 메리 커클런드
- 의상: 조애나 시러콤라

## 같이 보기
- 미스틱 피자